# Molly Sims
Molly Sims (Murray, 1973. május 25. –) amerikai divatmodell és színésznő. Számos nagy márka kampányban szerepelt, többek között a Jimmy Choo, Escada, Giorgio Armani, Michael Kors és Chanel kampányaiban. A 2000-es évek elején gyakran szerepelt modellként a Sports Illustrated fürdőruhás számában, 2001-ben pedig a Victoria’s Secret éves divatbemutatójának kifutóján vonult végig.
Színésznőként Delinda Deline-t alakította az NBC Las Vegas című vígjáték-dráma sorozatában (2003-2008).

## Élete
1973. május 25-én született Jim és Dottie Sims gyermekeként. Gyermekkorában a Kentucky állambeli Mayfieldben, a Chappell Courton élt a korábbi J.U. Kevil-házban, majd a Kentucky állambeli Murraybe költözött, hogy édesapja tovább dolgozhasson a Kentucky állambeli Murrayben található könyvkiadó cégénél. Van egy bátyja, Todd. Anyai ágon német, apai ágon angol és cherokee származású. Miután 1991-ben elvégezte a Murray High Schoolt, Sims beiratkozott a Vanderbilt Egyetemre, hogy politológiát tanuljon. 1993-ban, amikor Sims 19 éves lett, abbahagyta az iskolát, hogy modellkarriert kezdjen. Vanderbiltben a Delta Delta Delta tagja volt.

## Magánélete
Sims 2011. szeptember 24-én ment hozzá a Netflix vezetőjéhez, Scott Stuberhez egy Napa-völgyi szőlőbirtokon. A párnak három gyermeke van, két fiú; a 2012. június 19-én született Brooks Alan és a 2017. január 10-én született Grey Douglas, valamint egy lány; a 2015. március 25-én született Scarlett May.

### Közösségi részvétel
Sims szerepelt a Who Wants to Be a Millionaire (1999) különkiadásában, és 125 000 dollárt nyert a petefészekrákkal kapcsolatos kutatási célra. Sims a Population Services International Five & Alive programjának globális nagykövete, amely az öt év alatti gyermekek és családjaik egészségügyi válsághelyzeteivel foglalkozik. Emellett az Operation Smile nagykövete is.

## Filmográfia

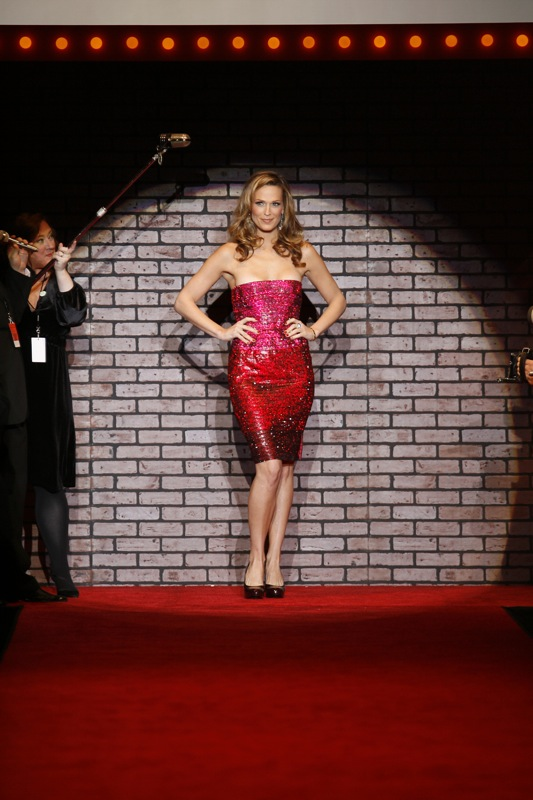
Sims modellkedés közben a 2008-as The Heart Truth című Fashion Show-ban

| Év   | Magyar cím            | Eredeti cím          | Szerep         |
| ---- | --------------------- | -------------------- | -------------- |
| 2002 | Lökött ügynök         | Frank McKlusky, C.I. | Sérült lány    |
| 2004 | Starsky és Hutch      | Starsky & Hutch      | Mrs. Feldman   |
| 2006 | Lúzer SC              | The Benchwarmers     | Liz            |
| 2008 | Az igenember          | Yes Man              | Stephanie      |
| 2009 | A rózsaszín párduc 2. | The Pink Panther 2   | Marguuerite    |
| 2009 | Pomponsrácok          | Fired Up!            | Diora          |
| 2010 | Venus és Vegas        | Venus & Vegas        | Angie          |
| 2013 |                       | Chez Upshaw          | Claire Bird    |
| 2020 | A másik Missy         | The Wrong Missy      | Melissa        |
| 2021 | Igen nap              | Yes Day              | Felvételvezető |